# Cavitas glenoidalis

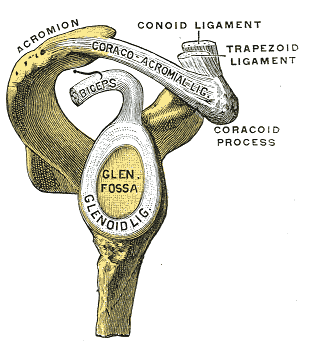
Höger skulderblads övre del med axelled.
Illustration: Gray's Anatomy, 1918. (PD)

Cavitas glenoidalis, fossa glenoidalis (latin: "ögonhåleformade gropen/fördjupningen") är, i människans skelett, skulderbladets (scapula) ledyta i axelleden (art. humeri) som ledar mot överarmsbenets (humerus) ledhuvud (caput humeri).
Cavitas glenoidalis är grund och päronformad, något bredare nedtill än upptill. Dess kanter utgör skulderbladets laterala hörn (angulus lateralis scapulae) och benets tjockaste del, kallad dess "nacke" (collum scapulae). Cavitas glenoidalis grunda ledskål bidrar till axelledens stora rörelseomfång, en flexibilitet som betalas med en instabilitet som kompenseras av ledens många ligament och starka muskler.
Cavitas omges av en ledläpp (labrum glenoidalis) som vidgar ledytan och ger skydd till cavitas kanter.
Över och under ledskålen finns två tuberkler (tuberculum supraglenoidale och tuberculum infraglenoidale); m. biceps brachiis ursprungssena fäster i den övre.